# Tannenlohe (Schwarzenbach an der Saale)
Tannenlohe (oberfränkisch Dannaloh)  ist ein Gemeindeteil der Stadt Schwarzenbach an der Saale im Landkreis Hof (Oberfranken, Bayern).

## Geographie
Die Einöde liegt etwa 500 m südöstlich des Stadtteiles Langenbach.
Im Ort wird eine Kompostieranlage betrieben, auf der Garten- und Grüngutabfälle entsorgt und Kompost und andere Erzeugnisse erworben werden können.

## Geschichte
Zusammen mit Nonnenwald gehörte Tannenlohe bis 1978 zur selbstständigen Gemeinde Martinlamitz.